# Otostephanos auriculatus
Otostephanos auriculatus är en hjuldjursart som först beskrevs av Murray 1911.  Otostephanos auriculatus ingår i släktet Otostephanos och familjen Habrotrochidae. Arten är reproducerande i Sverige.

## Underarter
Arten delas in i följande underarter:
- O. a. auriculatus
- O. a. bilobatus